# Эйда (округ)
Э́йда — округ в штате Айдахо. Административным центром, а также крупнейшим городом является Бойсе.

## История
Округ Эйда был создан по решению легислатуры территории Айдахо 22 декабря 1864 года. Округ назван в честь дочери сооснователя Бойсе Ады Риггз — первого ребёнка, родившегося в этой области.

## Население
По состоянию на 2008 год население округа составляло 380 920 человек, что делает его крупнейшим округом штата по населению. Рост населения с 2003 года составил 17,03 %. Большинство жителей округа являются белыми:
- Белые: 93,4 %
- Латиноамериканцы: 6,8 %
- Азиаты: 2,1 %
- Две или более расы: 2,0 %
- Прочие расы: 1,7 %
- Чернокожие: 1,5 %
- Индейцы: 0,9 %
- Океанийцы: 0,2 %

Ниже приводится динамика численности населения округа.

## География
Округ Эйда расположен в юго-западном регионе штата Айдахо. Площадь округа составляет 2 746 км², из которых 23 км² (0,50 %) занято водой. В северной части округа течёт река Бойсе. На северо-западе располагаются горы Бойсе, высшие точки которых располагаются в соседнем округе Бойсе. На юго-западе округа течёт река Снейк, образуя естественную границу с округом Оуайхи. С округом Эйда граничат следующие округа:
- Джем
- Бойсе
- Кэньон
- Элмор
- Оуайхи

### Города округа
- Бойсе
- Игл
- Гарден-Сити
- Куна
- Меридиан
- Стар

### Автодороги
| - — US 20 - — US 26 - — US 30 - — I-84 - — I-184 | - — ID-21 - — ID-44 - — ID-55 - — ID-69 |

### Достопримечательности и охраняемые природные зоны
- Национальный заказник Бойсе
- Национальный заповедник Снейк